# چای ماسالا
چای ماسالا یک نوع نوشیدنی چای است که از ترکیب چای سیاه، شیر و چندین ادویه و گیاه معطر تهیه می‌شود. منشأ اولیهٔ این نوشیدنی، جنوب آسیا است.
جدول ترکیب مواد اصلی و ادویه ها
- مواد اصلی و پایه : چای سیاه، شیر، شیرین کننده (شکر ، عسل ، شیره خرما)
- ادویه های اصلی : زنجبیل، هل، دارچین، میخک، فلفل سیاه
- ادویه های فرعی بنابر سلیقه : جوز هندی، بادیان ختایی، فلفل کاین، زعفران، ریحان مقدس (تولسی)

## ترکیبات

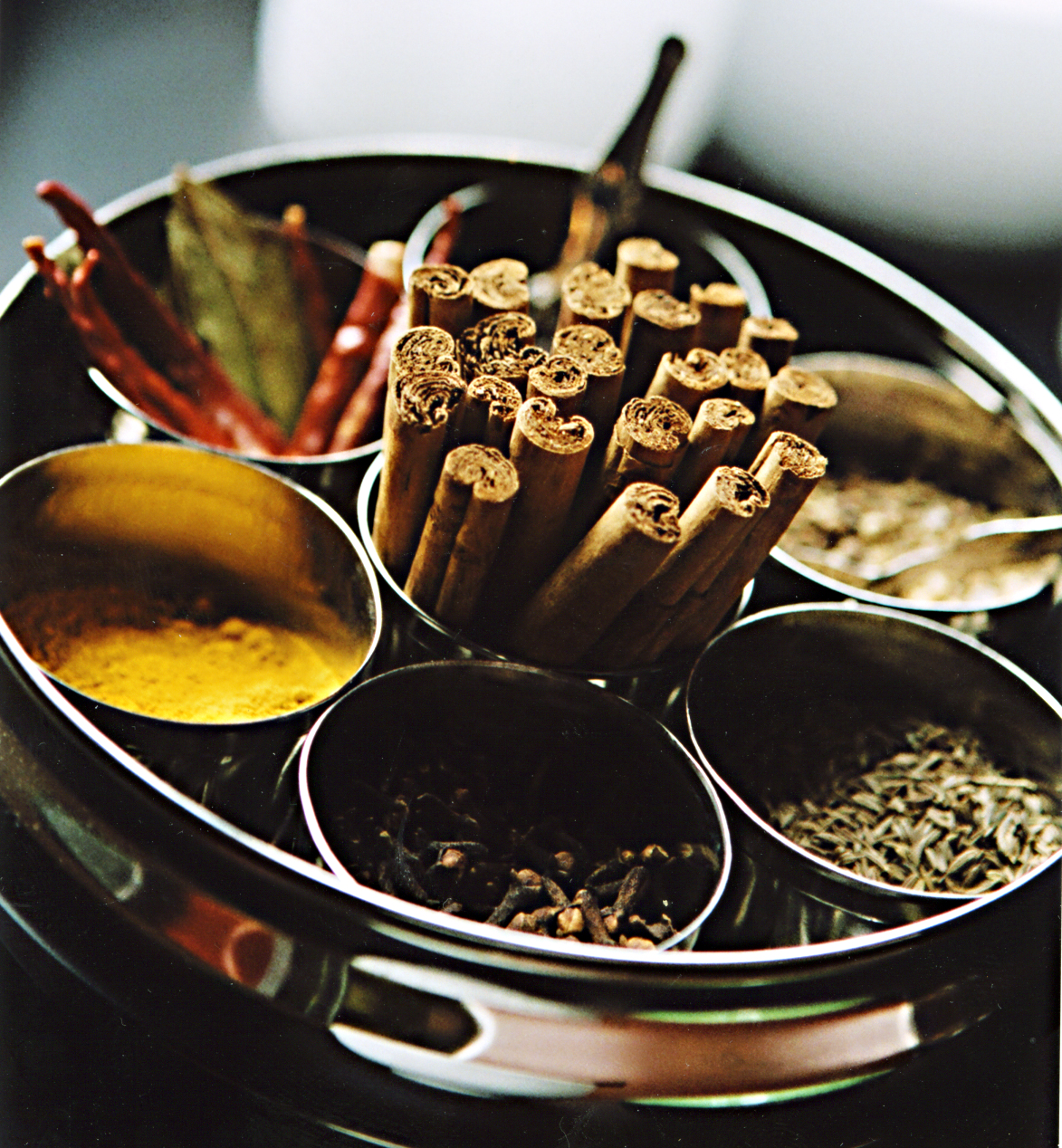
برخی از ادویه‌های مورد استفاده در تهیهٔ ماسالا

چای ماسالا در کافه‌ها و چای‌خانه‌ها در سراسر دنیا شناخته شده‌است و تنوع زیادی در طرز تهیهٔ آن وجود دارد. دستورالعمل ثابتی برای تهیه این چای وجود ندارد ولی آب، چای، شیر، هل، فلفل سیاه، زنجبیل و شکر، در بسیاری از دستورالعمل‌ها به‌کار گرفته شده‌است. چای ماسالا در جهان غرب، با نام چای لاته نیز شناخته می‌شود و طعم آن در مقایسه با نوع هندی آن، شیرین‌تر و با تندی کمتر است و ادویه‌جات کمتری در آن استفاده می‌شود.

### ادویه‌ها
برخی از ادویه‌ها و ترکیبات مورد استفاده در انواع مختلف این نوشیدنی، عبارت‌اند از: هل سبز، بادیان ختایی، دارچین، رازیانه، جوز هندی، میخک، وانیل و عسل. در نوع کشمیری این نوشیدنی، از چای سبز به جای چای سیاه، بادام و گاهی از زعفران نیز استفاده می‌شود. ماسالا در بوپال هند، حاوی اندکی نمک است و گیاهانی از قبیل هل سیاه، فلفل تند، گشنیز، رز و گاهی شیرین‌بیان و علف لیمو به دیگر ترکیبات این چای، افزوده می‌شود.

### شیر
برای تهیهٔ این چای، ابتدا یک واحد شیر، با دو تا چهار واحد آب، حرارت دیده یا جوشانده می‌شود. در تهیهٔ سنتی ماسالا در هند، از شیر گاومیش استفاده می‌شود.

### شیرین‌کننده
برای شیرین کردن چای ماسالا، شکر، شکر قهوه‌ای، شیره و عسل، مورد استفاده هستند.

## تاریخچه
پیشینهٔ چای ماساله به ۵۰۰۰ هزار سال (یا ۹۰۰۰ هزار سال) پیش در آسیای جنوبی بازمی‌گردد. در آن دوره، پادشاهان، این چای را به عنوان نوشیدنی که خاصیت دارویی داشت استفاده می‌کردند. در آن زمان چای ماسالا هم به صورت سرد و هم گرم سرو می‌شد و از انواع ادویه‌ها در تهیه آن استفاده می‌شد.
در سال ۱۸۳۵ وقتی که بریتانیا شروع به کشت چای سیاه در ایالت آسام (شمال شرقی کشور هندوستان) کرد، صنعت چای در هندوستان رشد چشمگیری پیدا کرد و تنوع در تهیهٔ چای نیز آغاز شد. چای ماسالا که امروزه ما آن را می‌شناسیم در همین دوران به وجود آمد.

## مصرف جهانی

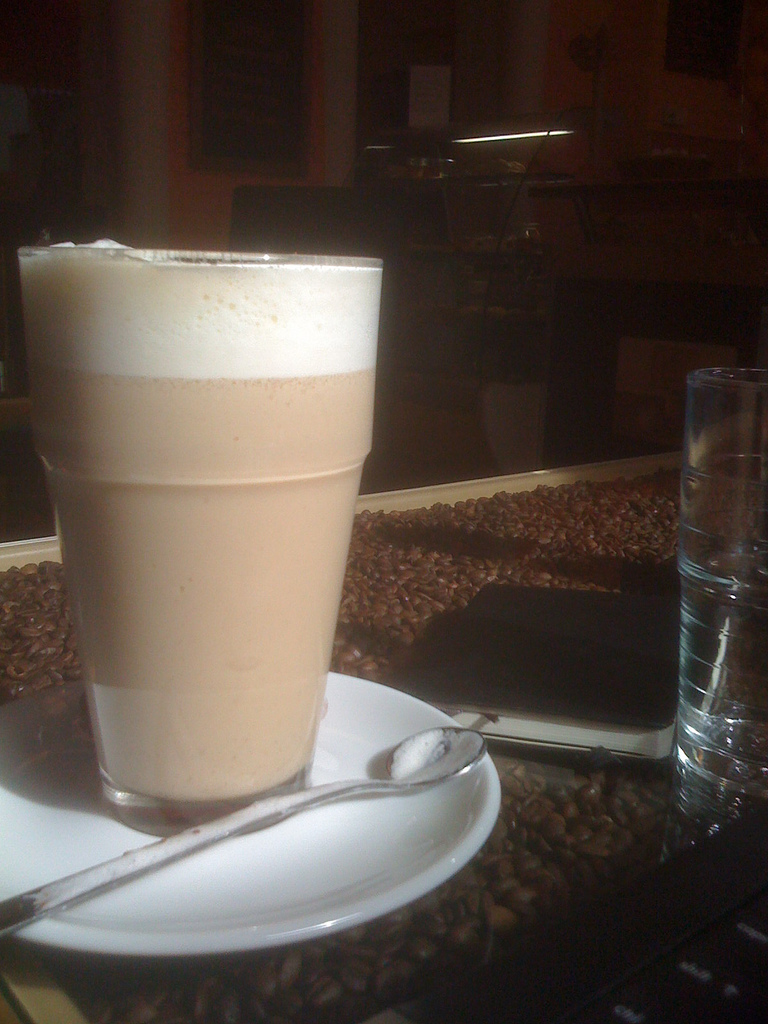
ماسالا در حال سرو در برلین

اخیراً چای ماسالا در کشورهای اروپایی و آمریکایی طرفداران بسیار زیادی پیدا کرده‌است. این نوشیدنی همچنین در شرق آفریقا، به‌ویژه در مناطق ساحلی، پُرطرفدار است. ماسالا در کشورهای عربستان، قطر، امارات و کویت نیز تا حدودی محبوبیت داشته و در این مناطق، با نام «چای کرک»، شناخته می‌شود.